# Wimpelaal
De wimpelaal (Erpetoichthys calabaricus) is een zoetwatervis uit de familie kwastsnoeken (Polypteridae) en orde Polypteriformes. Het is de enige soort uit het geslacht Erpetoichthys. De wimpelaal wordt aangetroffen in West-Afrika, tussen Nigeria en het Kongogebied. Deze aal kan maximaal 45 centimeter lang worden en leeft in langzaam stromend, brak, warm water. De vis kan lucht ademen, waardoor de vis ook in zuurstofarm water kan overleven. De wimpelaal is een nachtdier en voedt zich met ringwormen, kreeftachtigen en insecten.

## Aquarium
Hoewel ze niet vaak worden gehouden als aquariumvis zijn ze er zeer geschikt voor. Het zijn nieuwsgierige en zachtaardige vissen. Wel zullen ze proberen te jagen op kleine vissen. De wimpelaal kan daardoor beter met iets grotere vissen gehouden worden. Daarnaast dient het aquarium wel van boven afgesloten te zijn, omdat ze er anders uit kunnen kruipen of springen. In dierenwinkels worden ze rietslang of goudaal genoemd.